# Brug 267
Brug 267 is een vaste brug in Amsterdam-Oost.
De verkeersbrug vormt de verbinding tussen de Fizeaustraat en de Kruislaan. Ze overspant een ringwater van plaatselijke sportvelden (o.a. AFC TABA) en speeltuin Amsteldorp. De brug heeft de vorm van een duiker, de duiker is uitgevoerd in een boogconstructie. De top van de boog zit net boven de waterlijn. Piet Kramer van de Publieke Werken ontwierp het bouwwerk in de Amsterdamse Schoolstijl. De brug ziet er anders uit dan alle andere uit Kramers pen. De brug bestaat eigenlijk alleen uit twee bakstenen balustrades met aan het eind granieten sluitstenen. De brug dateert van 1950/1951 toen de Fizeaustraat hier werd verlengd en ingericht. Het geheel wordt gedragen door een houten paalfundering, die een betonnen dek draagt.

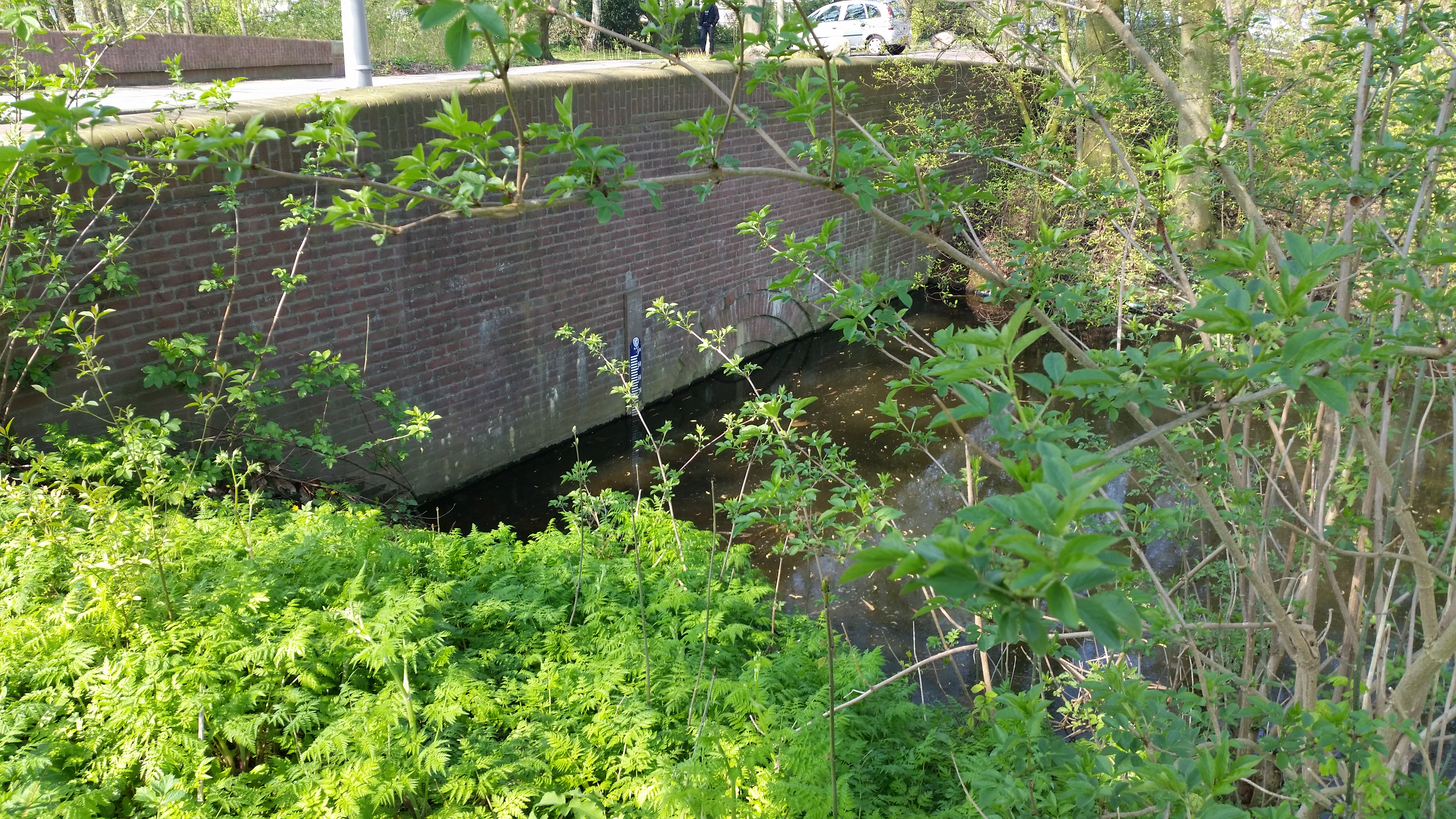
Zie de boog in Amsterdamse Schoolstijl (april 2019)

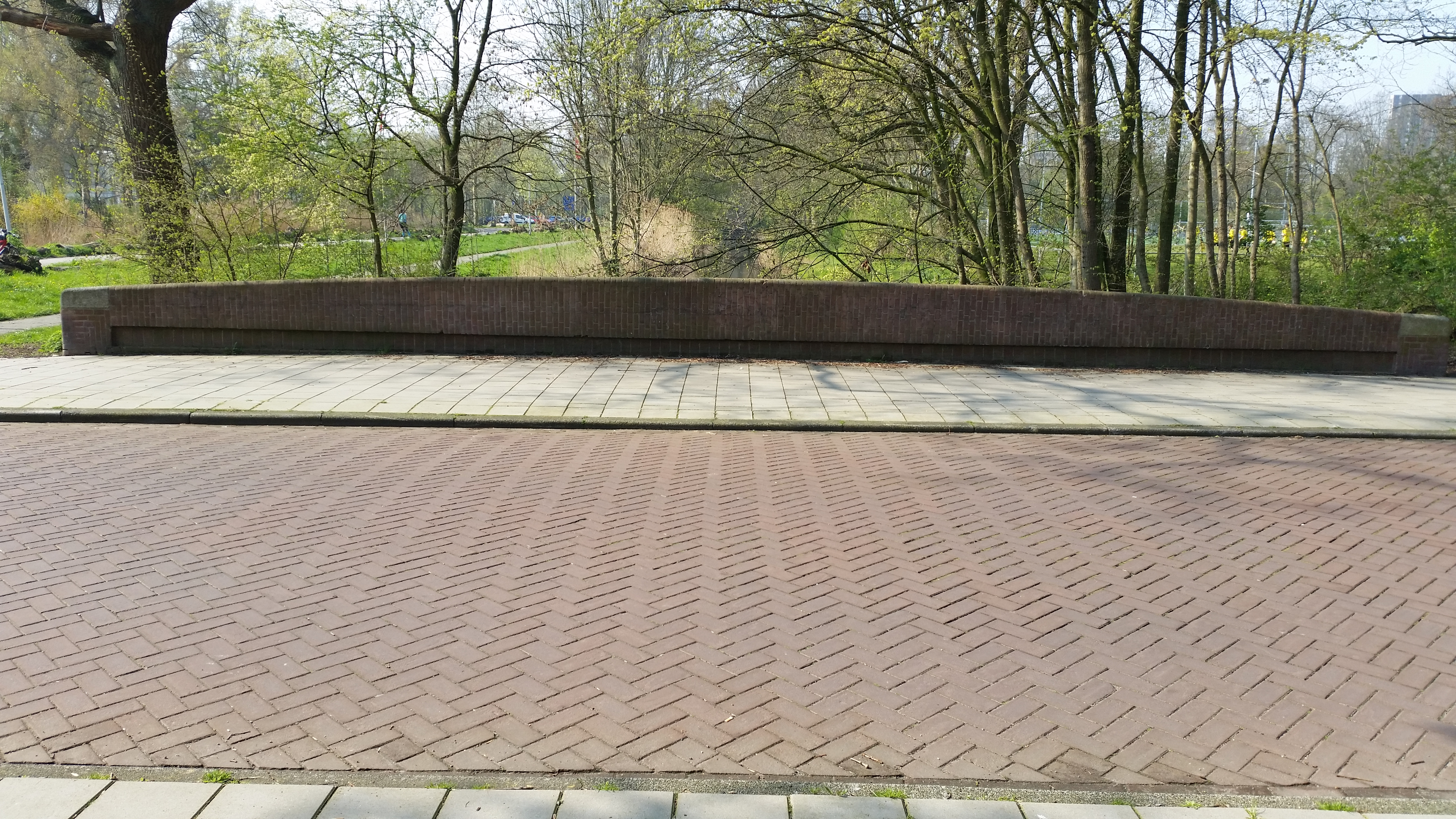
Balustrade/leuning van brug 267 (april 2019)

<<< · 200 · 201 · 202 · 203 · 204 · 205 · 206 · 207 · 208 · 209 ·  210 · 211 · 212 · 213 · 214 · 215 · 216 · 217 · 218 · 220 · 221 · 222 · 223 · 224 · 225 · 226 · 227 · 228 · 228P · 229 · 230 · 231 · 232 · 233 · 234 · 235 · 236 · 237 · 238 · 239 ·  240 · 241 · 242 · 243 · 244 · 245 · 246 · 247 · 248 · 249 ·  250 · 251 · 252 · 253 · 254 · 255 · 256 · 257 · 258 · 259 · 260 · 261 · 262 · 263 · 264 · 265 · 266 · 267 · 270 · 271 · 272 · 273 · 274 · 275 · 277 · 278 · 279 · 280 · 281 · 283 · 285 · 286 · 287 · 288 · 289 · 290 · 291 · 292 · 293 · 295 · 296 · 297 · 298 · 299 · >>>
Brugnummers 219, 268, 269, 276, 282, 284, 294 zijn niet (meer) in omloop.